# Carneodon pecuarius
Carneodon pecuarius är en skalbaggsart som beskrevs av Reiche 1860. Carneodon pecuarius ingår i släktet Carneodon och familjen Dynastidae. Inga underarter finns listade.